# Wieloszpon pawi
Wieloszpon pawi (Polyplectron malacense) – gatunek dużego ptaka z rodziny kurowatych (Phasianidae). Występuje na Półwyspie Malajskim. Zagrożony wyginięciem.

## Taksonomia
Po raz pierwszy gatunek opisał Giovanni Antonio Scopoli w 1786 na podstawie holotypu z Malakki. Nowemu gatunkowi nadał nazwę Pavo malacensis. Obecnie (2020) Międzynarodowy Komitet Ornitologiczny (IOC) umieszcza wieloszpona pawiego w rodzaju Polyplectron. Uznawany był za blisko spokrewnionego z wieloszponami: lśniącym (P. napoleonis) i białobrodym (P. schleiermacheri); wymagane są jednak dalsze badania. IOC uznaje gatunek za monotypowy.

## Morfologia
Długość ciała wynosi u samca 50–53 cm (na ogon przypada 24–25 cm), u samicy 40–45 cm (z czego ogon stanowi 18–19 cm); masa ciała samca 581–680 g, samicy 455–540 g. Wymiary szczegółowe u samców: długość skrzydła 200–215 mm, długość ogona 240–250 mm, długość skoku 65 mm; u samic: długość skrzydła 180–185 mm, ogona 180–190 mm, skoku 60 mm. Występuje dymorfizm płciowy w upierzeniu; samice są mniejsze, bardziej matowe ze szczątkowym czubem. Plamki w górnej części grzbietu i na skrzydłach mniejsze; na pokrywach nadogonowych i sterówkach są niebieskie. Głowa, w tym czub, niebieskozielona, metalicznie połyskująca. Czoło i boki głowy pokrywają jasnoszare i czarne paski. Część pokryw usznych fioletowoczarna; obrzeżają czerwonawą nagą skórę z przodu głowy. Gardło jasnoszare. Spód ciała pokryty brązowymi i czarnymi prążkami, środek piersi jaśniejszy, z czarnymi i płowymi paskami. Wierzch ciała, w tym ogon i skrzydła płowobrązowe, upstrzone czarnymi kropkami. W górnej części grzbietu, na barkówkach, pokrywach skrzydłowych przed końcami piór występują niebieskie oka z czarnymi i płowymi krawędziami. Lotki I rzędu matowoczarne, bez wzorów. Wydłużone pokrywy nadogonowe i sterówki mają przed końcami zielone, metalicznie połyskujące oka z czarnymi i płowymi krawędziami. Dziób i nogi czarniawe.

## Zasięg występowania
Wieloszpony pawie występują na Półwyspie Malajskim, niemal wyłącznie na południe od przesmyku Kra, w południowej Tajlandii i kontynentalnej części Malezji. Najprawdopodobniej wymarłe w Tajlandii. Doniesienia o występowaniu na Sumatrze i w Mjanmie nie zostały potwierdzone.

## Ekologia i zachowanie
Środowiskiem życia wieloszponów pawich są nizinne lasy dwuskrzydlcowatych, odnotowywane bywały również w dojrzałych lasach wtórnych. Najprawdopodobniej występują jedynie na obszarach płaskich lub lekko pofałdowanych, nie zaś na zboczach. Lubią gęsty podszyt, szczególnie bogaty w niewielkie palmy. Zwykle występują na wysokości 15–80 m n.p.m., odnotowywane były do 300 m n.p.m. Są to ptaki ostrożne i trudne do zaobserwowania. Najłatwiej ich obecność stwierdzić po głosach lub obszarach oczyszczonych z roślin przez samce, na których później tokują. Pożywieniem tych ptaków są owady i ich larwy, które pozyskują z podłoża. Odpoczywają samotnie 3–4 m nad ziemią.

### Lęgi
Okres lęgowy zmienny, prawdopodobnie zależy od dostępności pokarmu; gniazda znajdywano w marcu, kwietniu i sierpniu. Jedno ulokowane było w zagłębieniu w mierzącej 1,4 m wysokości termitierze, dwa na ziemi wśród opadłych liści, a jedno pod osłoną powalonego drzewa. Wieloszpony pawie są poligyniczne. Zniesienie liczy tylko 1 jajo, co wyróżnia je na tle rodziny. Inkubacja w niewoli trwa 22–23 dni. Młode są w pełni opierzone po 3 tygodniach życia.

## Status
IUCN uznaje wieloszpona pawiego za gatunek zagrożony (EN, Endangered) od 2022 roku; wcześniej, od 1994 był uznawany za gatunek narażony na wyginięcie (VU, Vulnerable). Obecna liczebność populacji nie jest szacowana, wcześniej była szacowana na 2,500-9,999 dorosłych osobników, a jej trend jest spadkowy. Zagrożeniem dla tych ptaków jest wycinka lasów na nizinach i przekształcanie ich terenów w obszary rolnicze. Do wyginięcia w Tajlandii najprawdopodobniej przyczynił się odłów na mięso lub dla rozrywki oraz na handel.